# Giovanna Bonazzi
Giovanna Bonazzi (24 de julio de 1966) es una deportista italiana que compitió en ciclismo de montaña en las disciplinas de descenso y campo a través. Ganó 4 medallas en el Campeonato Mundial de Ciclismo de Montaña entre los años 1991 y 1995, y 8 medallas en el Campeonato Europeo de Ciclismo de Montaña entre los años 1991 y 1998.

## Palmarés internacional
| Campeonato Mundial | Campeonato Mundial                | Campeonato Mundial | Campeonato Mundial |
| Año                | Lugar                             | Medalla            | Competición        |
| ------------------ | --------------------------------- | ------------------ | ------------------ |
| 1991               | Barga (Italia)                    | Medalla de oro     | Descenso           |
| 1993               | Métabief (Francia)                | Medalla de oro     | Descenso           |
| 1994               | Vail (Estados Unidos)             | Medalla de bronce  | Descenso           |
| 1995               | Kirchzarten (Austria)             | Medalla de bronce  | Descenso           |
| Campeonato Europeo |                                   |                    |                    |
| Año                | Lugar                             | Medalla            | Competición        |
| 1991               | La Bourboule (Francia)            | Medalla de oro     | Descenso           |
| 1991               | La Bourboule (Francia)            | Medalla de bronce  | Campo a través     |
| 1992               | Möllbrücke (Austria)              | Medalla de plata   | Descenso           |
| 1993               | Klosters (Suiza)                  | Medalla de oro     | Descenso           |
| 1994               | Métabief (Francia)                | Medalla de plata   | Descenso           |
| 1995               | Špindlerův Mlýn (República Checa) | Medalla de plata   | Descenso           |
| 1997               | Métabief (Francia)                | Medalla de bronce  | Descenso           |
| 1998               | Špindlerův Mlýn (República Checa) | Medalla de bronce  | Dual               |